# Case Corporation

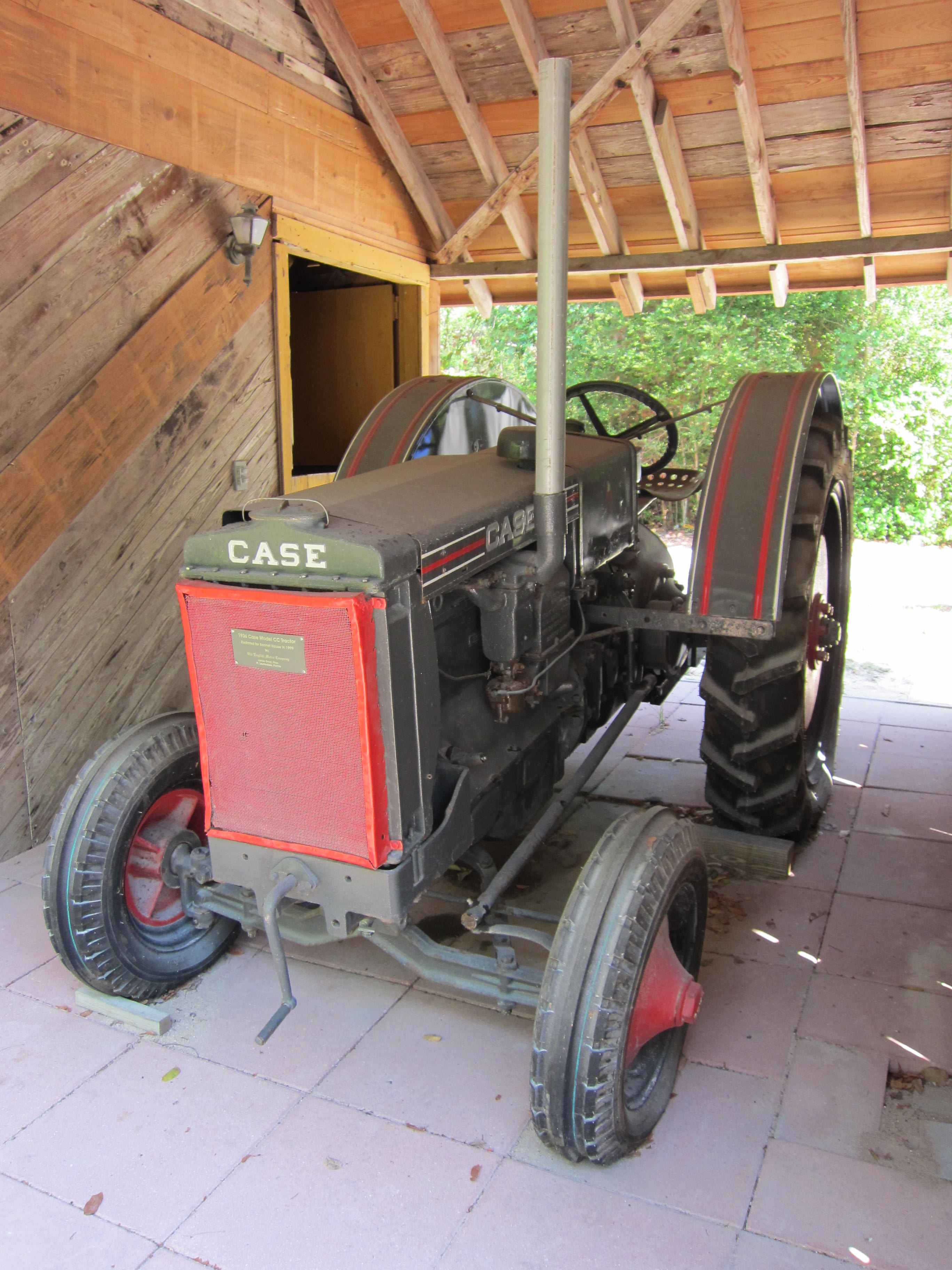
1936 års Case Model CC.

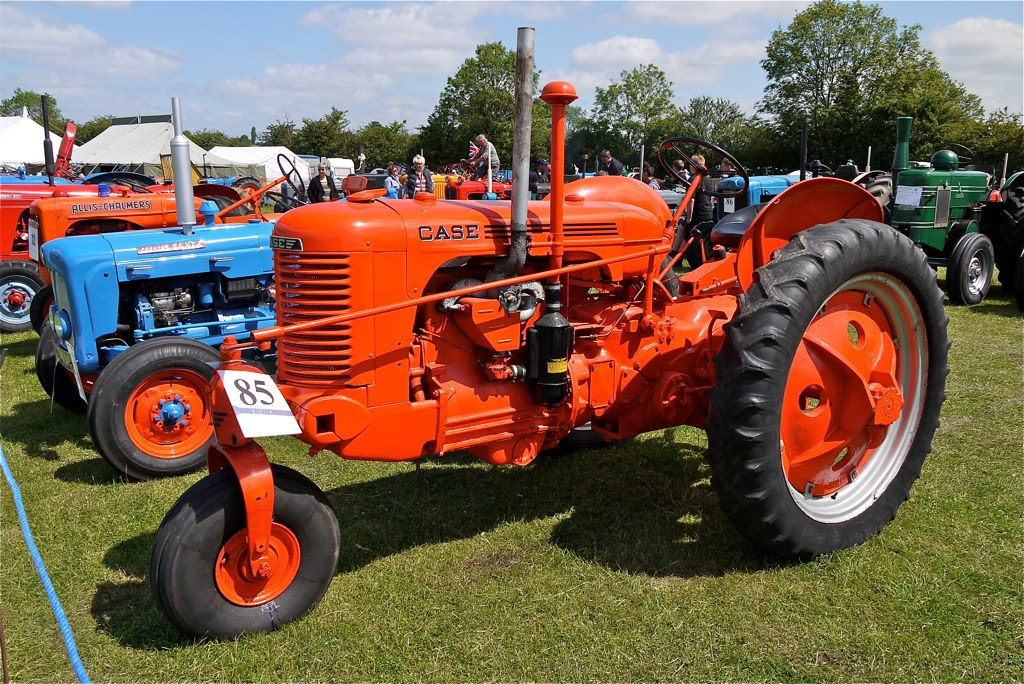
En Case row-crop-modell, cirka 1940.

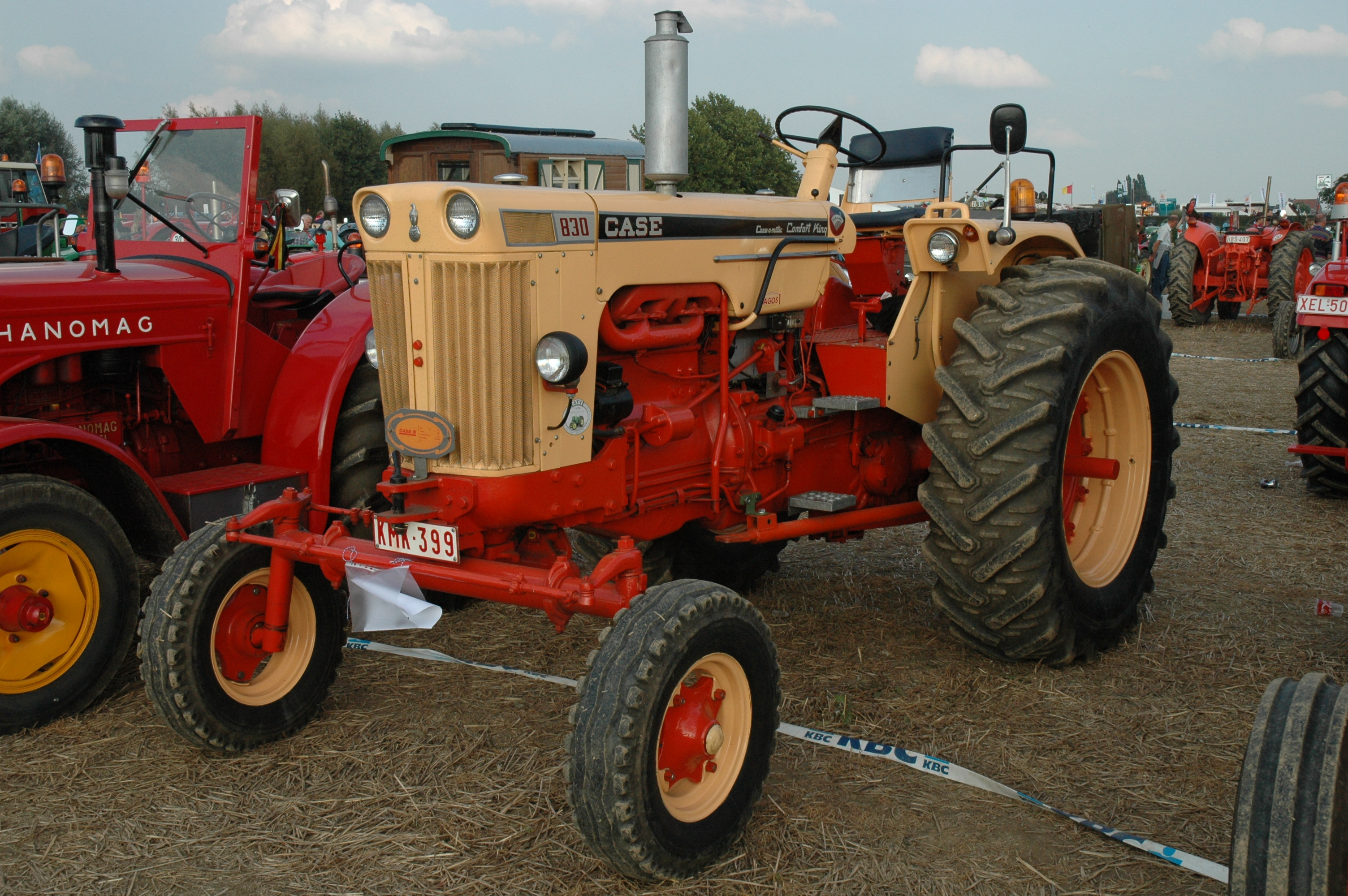
Case 830.

Case Corporation var en amerikansk tillverkare av jordbruksmaskiner, jordbruksredskap och anläggningsmaskiner. Företaget grundades 1842 av Jerome Case under namnet J. I. Case Threshing Machine Company, ett namn som användes i nästan hundra år. Under ytterligare 66 år kallades företaget J. I. Case Company, men kallades oftast bara Case. I slutet av 1800-talet var Case an av USA:s största tillverkare av ångmaskiner, ångtraktorer och lokomobiler. De var även en stor tillverkare av tröskverk och andra skördemaskiner. Företaget tillverkade även olika sorters maskiner till USA:s militär, bland annat olika sorters motordrivna fordon till USA:s marinkår, och bandtraktorer och hjullastare till USA:s armé. Under 1900-talet var Case en av de tio största tillverkarna av traktorer till jordbruk. På 1950-talet ändrade Case primär inriktning från jordbruksmaskiner och jordbruksredskap till anläggningsmaskiner.
Under 1980- och 1990-talet ändrades Cases företagsenheter och varumärken. När moderbolaget Tenneco Inc. köpte International Harvesters jordbruksdivision sammanslogs de Case (J. I. Case Company) och IH under namnet Case IH. På 1990-talet ändrades namnen flera gånger (dock inte namnet Case) på företagets varumärken, innan företaget gick upp i CNH Global. Namnet Case används fortfarande inom koncernen, till exempel inom Case Construction Equipment och Case IH.

## Historia

### Namnet
Företaget grundades 1842 av Jerome I. Case under namnet J. I. Case Threshing Machine Company, och det namnet användes fram till 1928. I olika reklam skrevs dock namnet under förkortningen J. I. Case T. M. Co.. Andra företag som grundats av Jerome Case, till exempel J. I. Case Plow Works, arbetade som en självständig verksamhet. När J. I. Case Plow Works köptes av Massey-Harris 1928, sålde de tillbaka namnrättigheterna till J. I. Case Threshing Machine Co., som återinfördes som J. I. Case Company. Företaget, som blev majoritetsägt av Tenneco Inc. 1967 och helägt 1970, kallades ofta bara Case.
1984 köpte Tenneco International Harvesters division för jordbruksmaskiner och jordbruksredskap, som sammanslogs med Case, och jordbruksvarumärkena kombinerades inom Case IH, även om företaget juridiskt sett fortfarande var kvar som J. I. Case Company. Företaget fortsatte som sådant fram till 1994, då Tenneco avyttrade det som Case Equipment Corporation. Case Equipment blev Case Corporation och senare Case LLC.
År 1999 slogs Case LLC ihop med New Holland Agriculture för att bli CNH Global, en division inom Fiat Group, som senare skulle bli majoritetsägd av Fiat Industrial. Namnet Case lever vidare inom två CNH-varumärken, Case Construction Equipment, världens tredje största märke för anläggningsmaskiner, och Case IH, världens näst största tillverkare av jordbruksutrustning.

### Grundare
Jerome Increase Case (1819–1891) föddes i Williamstown, New York i en jordbruksfamilj. Som ung läste Case om en maskin som kunde skörda vete utan att man använde händerna. Han utvecklade även ett intresse för jordbruk.
1842 tog Case små, handdrivna tröskmaskiner till Wisconsin, där han förbättrade designen på dem, och etablerade ett företag för att tillverka dem. År 1843 flyttade Case till Racine, Wisconsin, för att få bättre tillgång till vattenkraft, och grundade Racine Threshing Machine Works. 1863 började Case samarbeta med tre av sina toppanställda Massena Erskine, Robert Hall Baker och Stephen Bull. Case var även involverad i politik och hästkapplöpning.

### Konkurrens

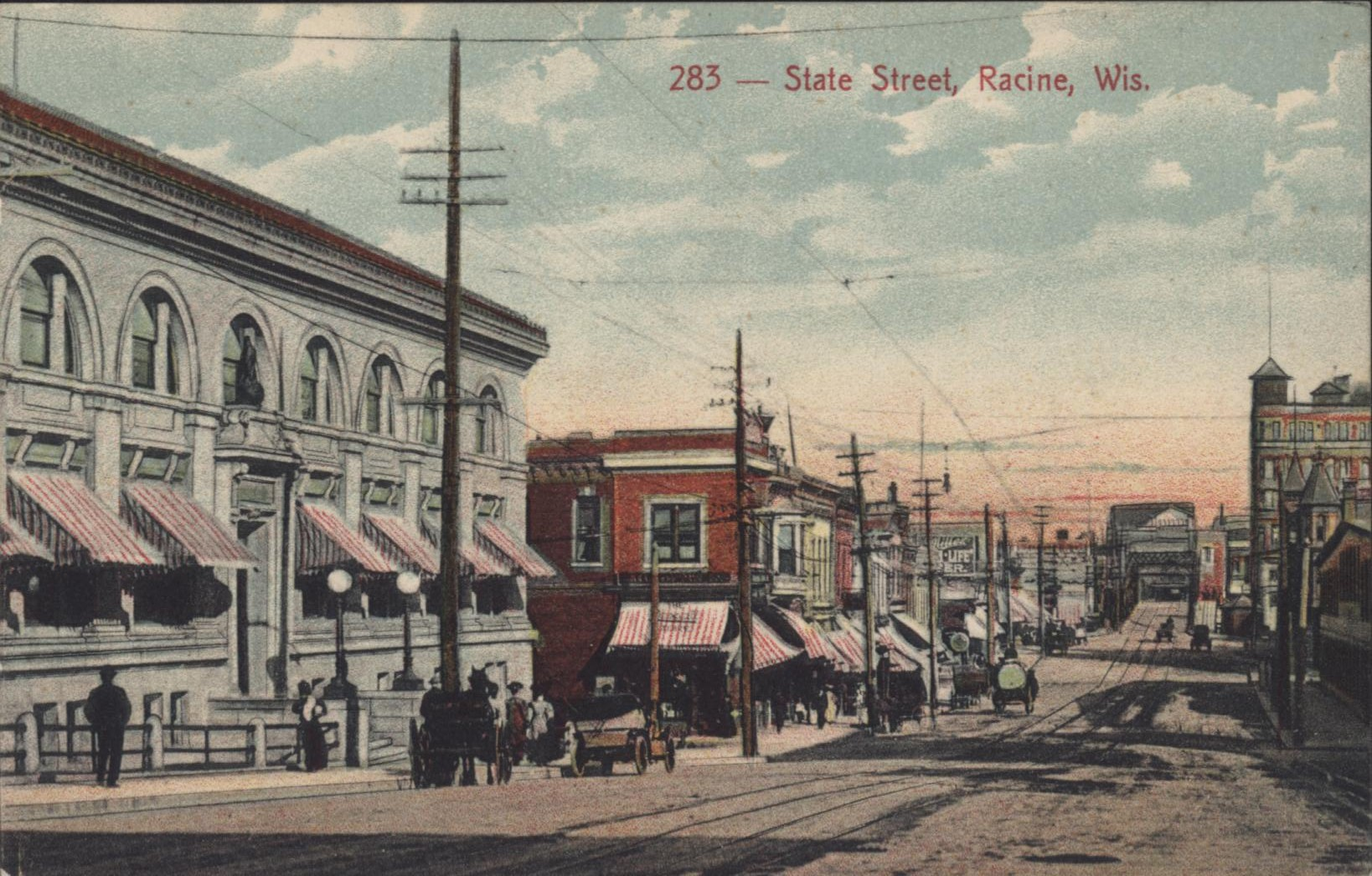
State Street, Racine, Wisconsin, österut mot Michigansjön. Case-byggnaden syns till vänster med en staty av Old Abe.

J. I. Case introducerade sin första örnlogotyp år 1865 baserad på "Old Abe". Case konstruerade sin första flyttbara ångmaskin 1869, en motor som användes för att driva tröskverk. Motorn finns på Smithsonian Institution i Washington, D.C.. Case vann första pris vid Världsutställningen 1878 i Paris för sitt tröskverk. Det var även det första tröskverk som skickades utomlands av Case, den första av senare flera tusen. Vid den här tiden tillverkade även Case sin första flyttbara lokomobil, med en drivmekanism av flyttbara ångmaskiner.
1871 brann McCormick Harvesting Company's ner under den stora Chicagobranden. Trots Case erbjudande att hjälpa företaget med tillverkning av deras maskiner, vägrade McCormick att acceptera erbjudandet, och byggde istället en ny anläggning kallad McCormick Works i sydvästra Chicago. McCormick-företaget introducerade en av de första självbindarna 1881, vilket ledde till det så kallade "Harvester Wars" som uppmärksammades av jordbruksindustrin under 1880-talet.
År 1890 expanderade Case till Sydamerika och öppnade en fabrik i Argentina. 1891 dog Jerome Case. Vid denna tidpunkt tillverkade Case flyttbara ångmotorer för att driva tröskverken, och började senare tillverka ångkraftmotorer. I början av 1900-talet var Case den största tillverkaren i Nordamerika av motorer, från den minsta med 9 hästkrafter, till 15, 25, 30, 40, 50, 65 och upp till 75 och 80 hästkrafter. Case tillverkade även de stora bromsmotorerna med 110 hästkrafter. Nio massiva dragmotorer med 150 hästkrafter gjordes tillsammans med ångvältar.
1902 beslutade fem stora amerikanska jordbruksföretag att en konsolidering var behövlig, och McCormick Harvesting Machine Company, Deering Harvester Company och tre andra mindre företag slogs samman till en stor koncern kallad International Harvester Company med 25 000 anställda.

### Förbränningsmotorer

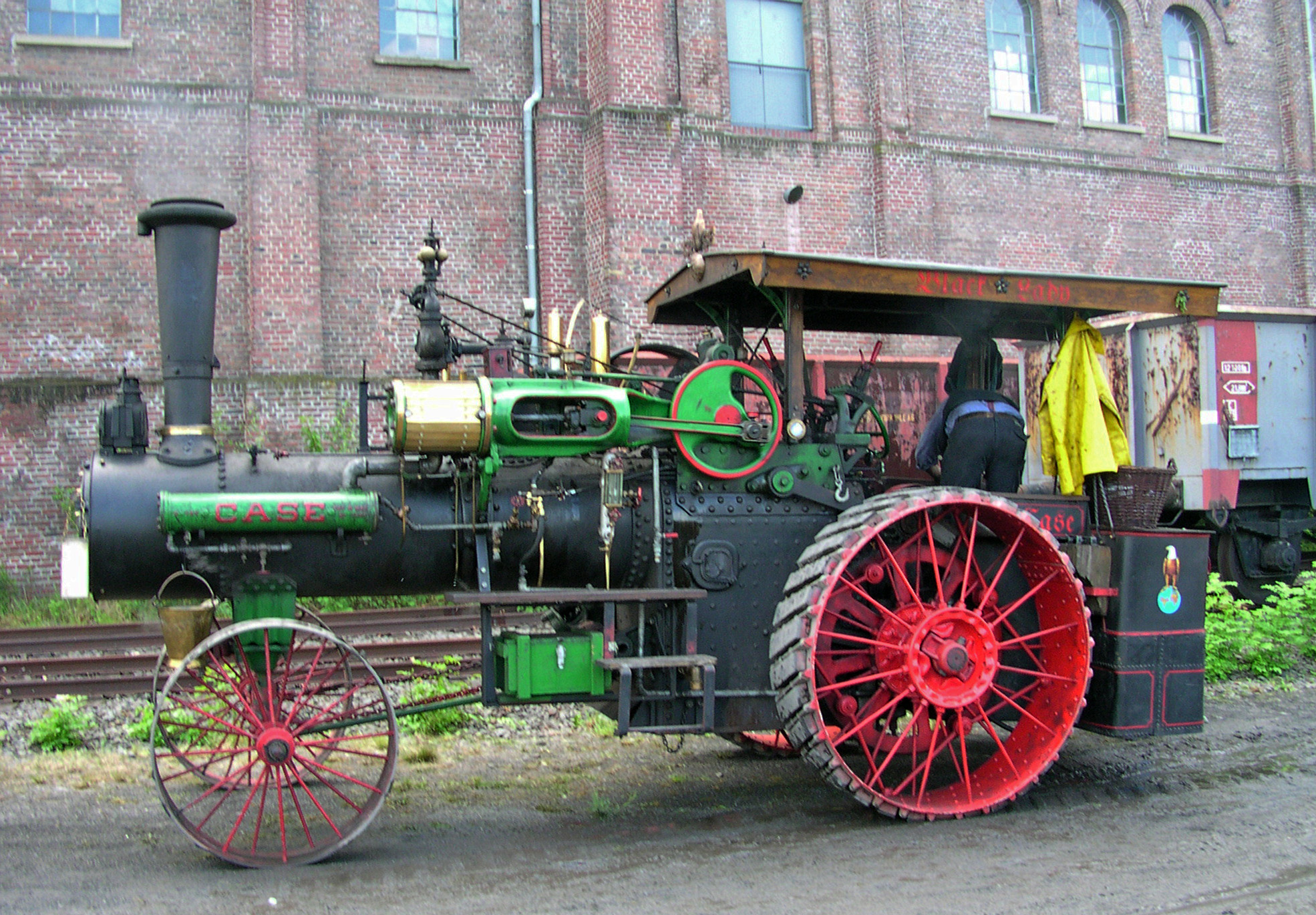
Case lokomobil med namnet "Black Lady".

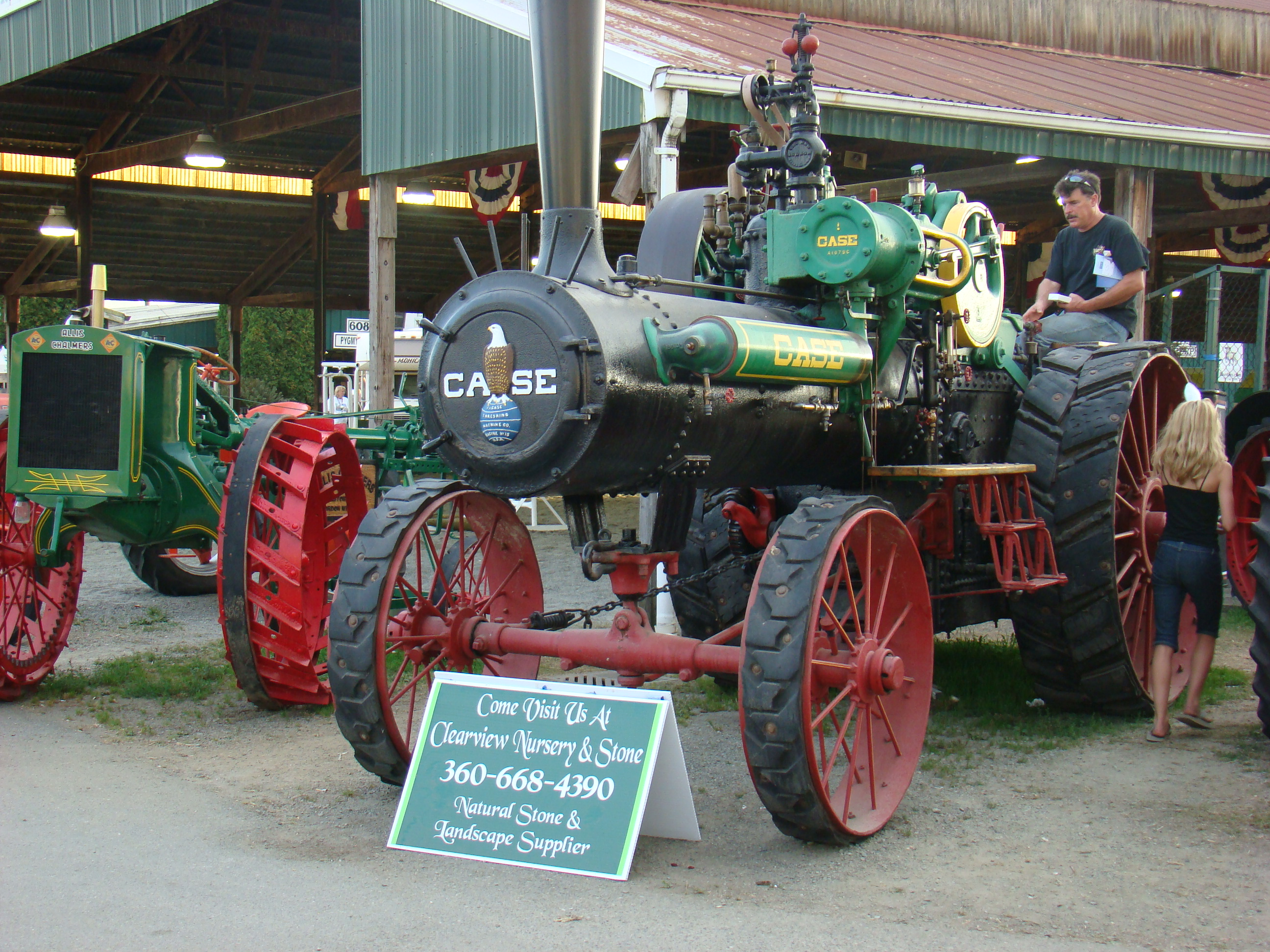
Case ångtraktor.

År 1895 hade Case börjat tillverka förbränningsmotorer. År 1899 gick Case in på den ryska marknaden.
1904 introducerade Case det första tröskverket helt i stål. Case sålde sin första traktor driven av bensin samma år och etablerade sig på den europeiska marknaden när företaget vann en plöjningstävling där. Vid den tiden utvecklade Case en bred produktserie, bestående av tröskverk, självbindare, hyvlar, plogar, vattentankar, vagnar och även bilar.
Med skapandet av oljemotorer i början av 1900-talet förestod en förändring av fordonen. Case hyrde Joe Jagersberger, en österrikisk-amerikansk racerförare som testade en Case-motor vid Indianapolis 500 1911. Case började produktion av 30-60 oljemotorn 1912. Under första världskriget ökade Cases försäljning och efterfrågan ökade dramatiskt i Europa. Dessa ökningar var direkt kopplade till kriget, eftersom många lantbrukare blev soldater behövde de som fortfarande arbetade på gårdarna större och bättre maskiner för att kunna vara mer produktiva.
År 1919 började John Deere Company tillverka skördemaskiner, och International Harvesters svar på den nya konkurrensen var att köpa P&O Plowing Company i Canton, Illinois och Chattanooga Plowing i Chattanooga, Tennessee. Henry Ford hade även vid denna tidpunkt börjat massproducera traktorer under Fordson-namnet. Under en recession i början av 1920-talet försämrades traktorförsäljningen. Priserna sänktes då efterfrågan fortfarande var rätt hög. Detta ledde till ett priskrig mellan tillverkarna i ett så kallat "traktorkrig" (engelska: tractor war). Ford, med en stor fördel i tillverkning och marknadsföring, hade övertaget och producerade uppskattningsvis 73 procent av alla amerikanska traktorer, med bland annat International Harvester på fjärde plats med nio procent. 1923 lanserades IHC Farmall till försäljning, vilket gjorde att Fords övertag snabbt började bli mindre. Samma år tillverkade Case sitt 100 000:e tröskverk vilket blev en viktig milstolpe för företaget. Samma år tillverkades företagets första bandtraktor. Modellerna S och V introducerades år 1940.

### Bilproduktion
Case tillverkade bilar under perioderna 1911–1925/1927. Bland annat Case Jay-Eye-See Brougham och Case Touring-Y.

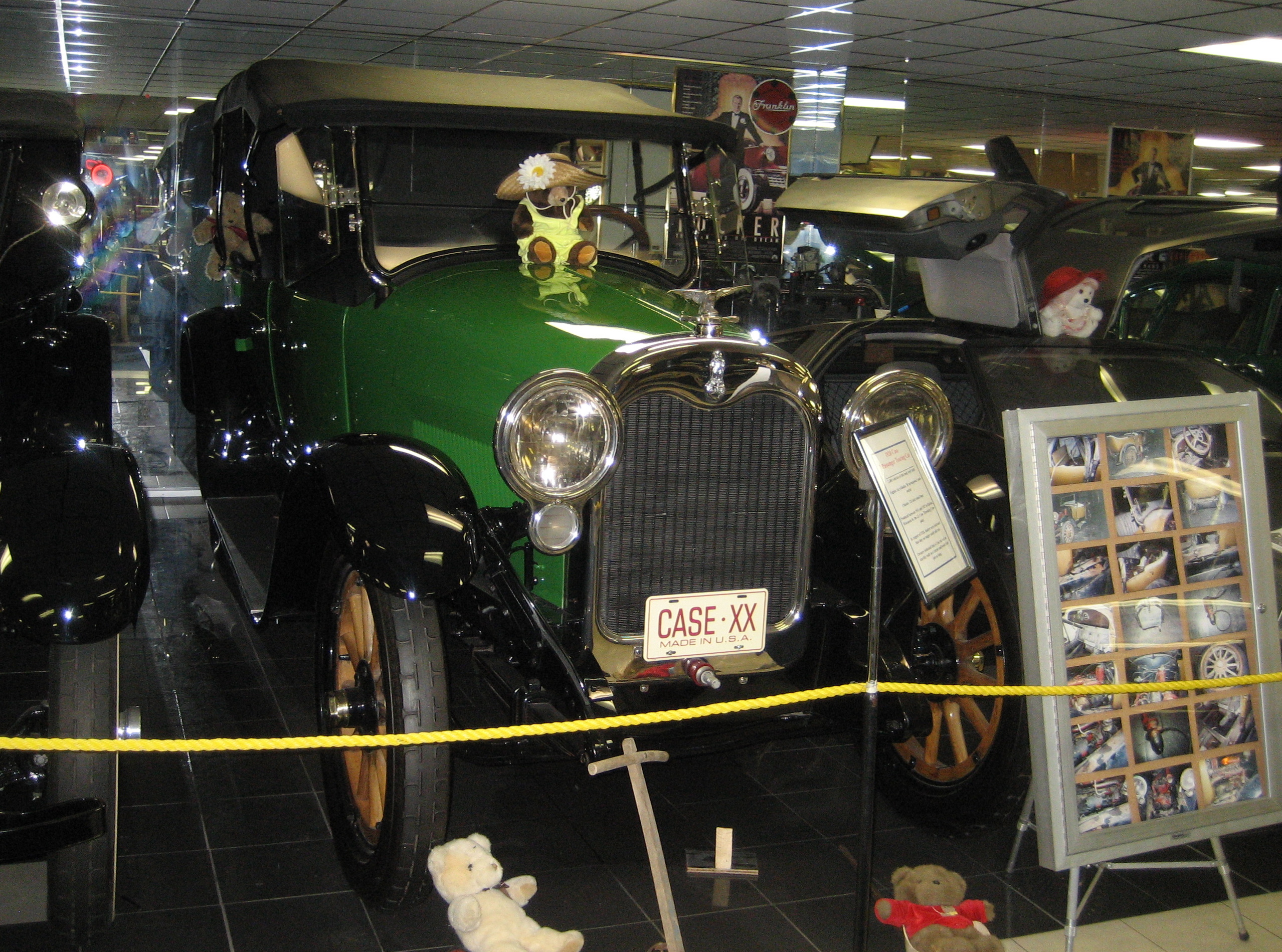
Case-bil från 1920 med plats för sju personer.

### Andra världskriget
Case utvecklades när andra världskriget började, och blev involverade i tillverkningen av olika sorters projektiler till USA:s militär och andra allierade militärer. De tillverkade även delar till flygplan, till exempel till Martin B-26 Marauder, bomber och dörrar till stridsvagnen M4 Sherman. Tre nya tillverkningsfabriker öppnades i USA under 1942. Samma år tillverkades företagets första skördetröska, och första bomullsskördemaskin, som bevaras av Smithsonian Institution i Washington, D.C.. En långvarig 440-dagars strejk på en fabrik i Wisconsin försvagade företaget.
Under de senare 31 åren blev företaget mer globaliserat, och blev ett välkänt företag inom jordbruksmarknaderna i bland annat Australien och Japan. Många andra företag köptes även av Case under denna period.

### Moderna sammanslagningar

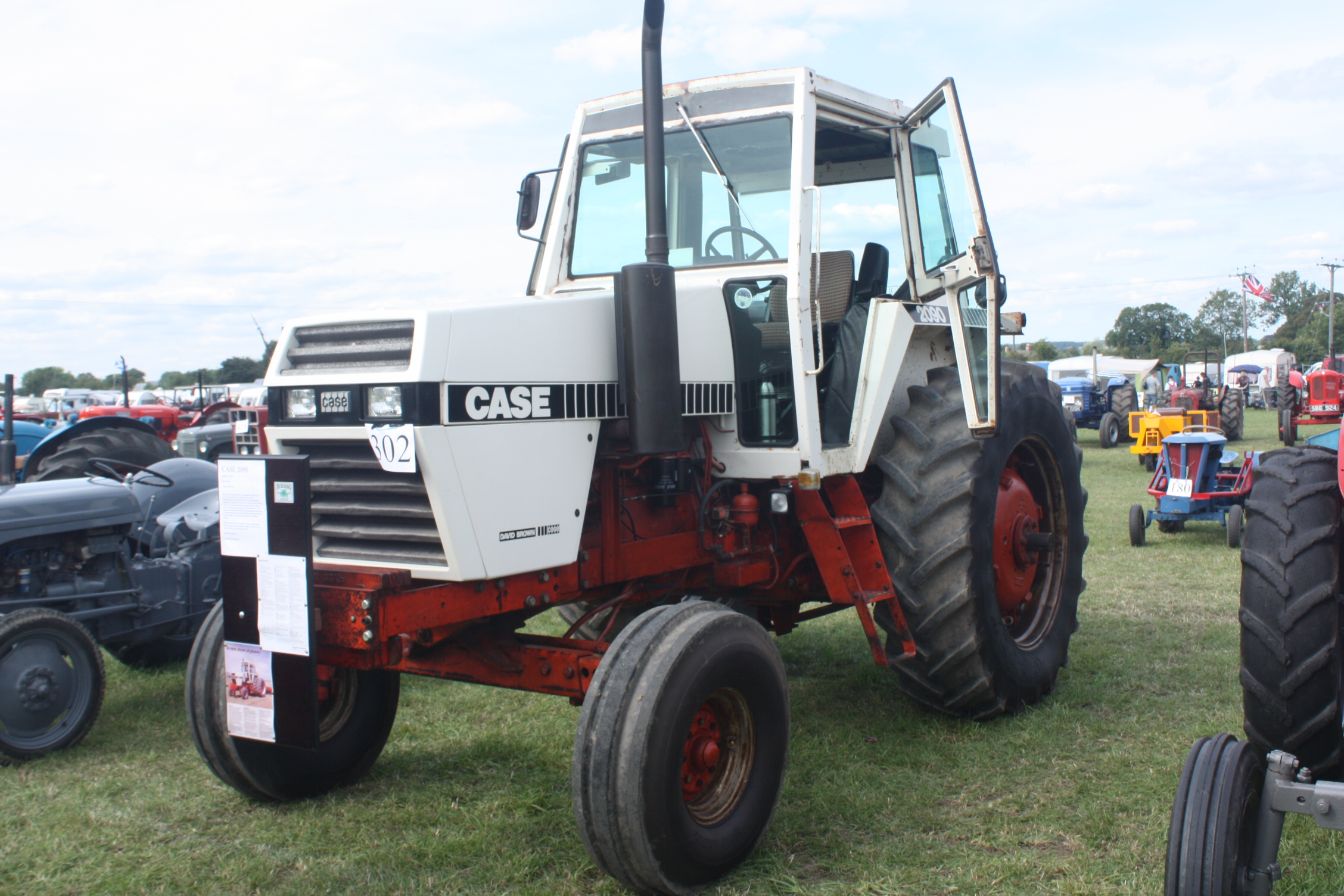
Case 2090. Samma design användes på David Brown-traktorerna efter att de blivit uppköpta av Case.

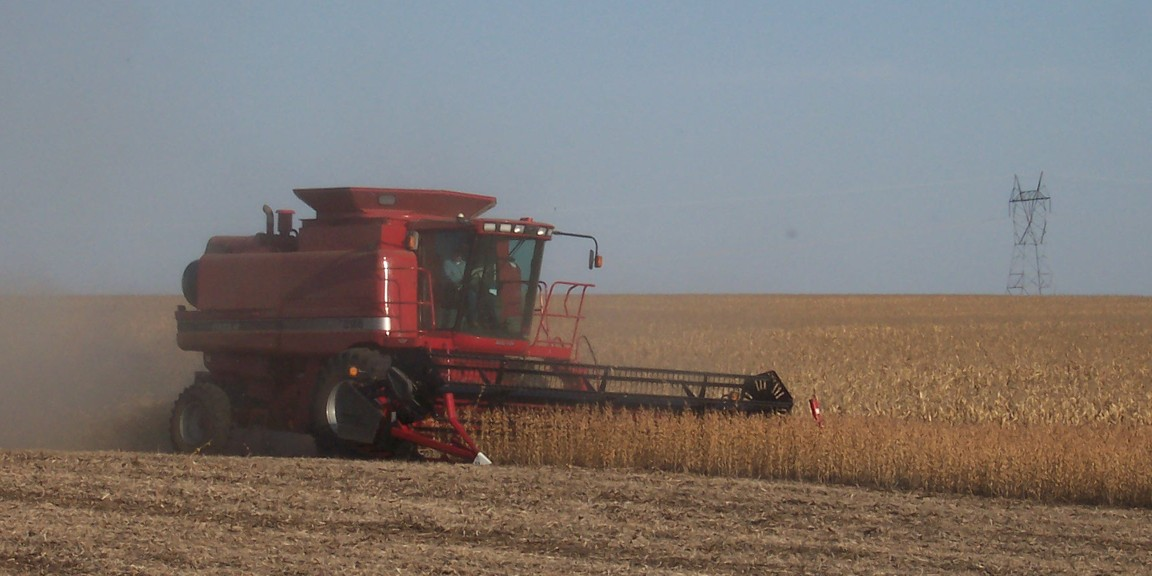
En modern Case IH skördetröska cirka 2006.

1957 köptes American Tractor Corporation (ATC) av Case. ATC grundades på 1950-talet och var en liten tillverkare av bandtraktorer. Deras tillverkning av schaktmaskiner (marknadsfört som Terradozers) och utveckling av grävaggregat var det som intresserade Case mest. Case lade ner ATC-namnet 1959 och behöll endast Terratrac-namnet på drivlinor. En specialbyggd traktor byggdes i Burlington-fabriken 1957 och kallades för 320 Construction King, som senare skulle bli en synonym för grävlastare i USA. Sedan dess har Case släppt flera modeller, till exempel T-serien. 1998 fick en byggnadsarbetare över 17 miljoner dollar i skadestånd efter att en felkonstruktion i en Case 580T grävlastare, vilket ledde till att arbetaren förlamades från midjan och ner, medan han körde maskinen.
År 1961 tecknade Case en överenskommelse med RyCSA och Metalúrgica Tandil (i Buenos Aires) för att tillverka traktorer och redskap under licens i Argentina. Modeller som byggdes var 830 och 831 fram till 1964 då RyCSA stängdes.
1964 förvärvade Case Colt Garden Tractors. Kern County Land Company köpte Case Company med oljepengar. I sin tur sålde Kern Country Case till Tenneco Inc..
1972 köpte Case den brittiska traktortillverkaren David Brown Ltd.. Case fokuserade dock här mer på anläggningsmaskiner än jordbruksmaskiner.
1974 förvärvade Case det mesta av franska byggföretaget Poclain.
Under 1983 sålde Case, vid förvärvet av International Harvester av Tenneco, sina trädgårdstraktoravdelning till Ingersoll Power Equipment. Ingersoll-traktorer skulle fortsätta att bära Case-namnet till 1987.
År 1984 köptes jordbruksdivisionen av International Harvester av Tenneco som slogs samman till Case IH. Alla produkter kallades först Case International och senare Case IH.
När Case IH köpte Steiger 1986 fortsatte de använda namnet Steiger, något de fortfarande gör idag.
1996 köptes österrikiska traktortillverkaren Steyr.
I november 1999 gick Case ihop med New Holland Agriculture för att bilda CNH Global. På grund av att företagen gick ihop tvingades företaget att sälja sina produktionsanläggningar i Doncaster, England och Winnipeg, Kanada. Doncaster-anläggningen köptes av ARGO-gruppen. Anläggningen i Winnipeg togs över av Buhler-familjen för att starta Buhler Tractors. I Europa blev fusionen med New Holland (inklusive de tidigare Fordson- och Fiat-traktorlinjerna) den framgång som Case IH förväntade sig. 